# Дудко, Аполлинарий Иванович
Аполлина́рий Ива́нович Дудко́ (25 июля 1909, Санкт-Петербург, Российская империя — 2 января 1971, Ленинград) — советский кинооператор, режиссёр, сценарист. Заслуженный деятель искусств РСФСР (1969).

## Биография
Выпускник операторского факультет Госкиношколы (1934). С 1932 года работал ассистентом оператора, затем оператором и режиссёром киностудии «Ленфильм».
Актриса Людмила Касаткина в книге воспоминаний писала о А. Дудко:

«Оператором был предельно благожелательный замечательный мастер Аполлинарий Дудко. Он тянулся к режиссуре, но позже оказался в какой-то сложной ситуации и, не поладив с очередным кинобюрократом, покончил жизнь самоубийством».— Из книги Л. Касаткиной и С. Колосова «Судьба на двоих», 2005
Похоронен на Серафимовском кладбище Санкт-Петербурга.

## Фильмография

### Операторские работы
1. 1937 — Юность поэта (реж. Абрам Народицкий)
2. 1937 — Волочаевские дни (реж. братья Васильевы)
3. 1939 — Аринка (реж. Юрий Музыкант и Надежда Кошеверова
4. 1940 — Галя (реж. Сергей Глаголин)
5. 1942 — Оборона Царицына (реж. братья Васильевы)
6. 1943 — Фронт (реж. братья Васильевы)
7. 1953 — Званый ужин (реж. Фридрих Эрмлер)
8. 1953 — Любовь Яровая (фильм-спектакль реж. Иван Ефремов)
9. 1954 — Укротительница тигров (реж. Надежда Кошеверова и Александр Ивановский)
10. 1955 — Два капитана (реж. Владимир Венгеров)
11. 1957 — Дон Кихот (реж. Григорий Козинцев)
12. 1957 — Дон Сезар де Базан (фильм-спектакль реж. Иосиф Шапиро)
13. 1957 — Знакомые картинки (анимационный) (реж. Евгений Мигунов)
14. 1958 — В дни Октября (реж. Сергей Васильев)
15. 1959 — Чолпон — утренняя звезда (реж. Роман Тихомиров)
16. 1961 — Будни и праздники (реж. Владимир Шредель)
17. 1962 — Из Нью-Йорка в Ясную Поляну (короткометражный) (реж. Фридрих Эрмлер)

### Режиссёрские работы
1. 1960 — Хореографические миниатюры (экранизация балетов Леонида Якобсона)
2. 1966 — Спящая красавица (Экранизация одноименного балета П. И. Чайковского)
3. 1966 — Сегодня — новый аттракцион (реж. Надежда Кошеверова) — сорежиссёрская работа
4. 1966 — Лебединое озеро (Экранизация одноименного балета П. И. Чайковского)
5. 1970 — Барышня и хулиган

### Сценарист
1. 1959 — Чолпон — утренняя звезда (реж. Роман Тихомиров)
2. 1960 — Хореографические миниатюры (экранизация балетов Леонида Якобсона)
3. 1966 — Лебединое озеро (Экранизация одноименного балета П. И. Чайковского)
4. 1970 — Барышня и хулиган